# Bloody River (St. Kitts)
Bloody River, auch: Stone Fort River oder Pelhams River, ist ein so genannter ghaut (gut), ein ephemeres Gewässer ähnlich einem Fiumara, in St. Kitts, im karibischen Inselstaat St. Kitts und Nevis.

## Geographie
Der Fluss entspringt in der South East Range im Süden von St. Kitts. Er verläuft entlang des Rückens, der Saint Thomas Middle Island von Trinity Palmetto Point trennt. An der Küste verläuft er westlich der Ortschaft Challengers und mündet bei Bloody Point ins Meer. Dort befindet sich das namengebende Stone Fort, ein alter Versammlungsplatz der Kariben.

## Geschichte
Bei Bloody Point finden sich zahlreiche Petroglyphe. 1626 ereignete sich an der Stelle der Kalinago-Genozid, bei dem wahrscheinlich 2000 Kariben von den englischen und französischen Siedlern massakriert wurden.